# Rorippa gigantea
Espèce
Rorippa gigantea est une espèce de plantes à fleurs de la famille des Brassicaceae (les choux).

## Description
Rorippa gigantea est généralement considéré comme une plante annuelle. Il mesure jusqu'à 12 cm de haut.

## Répartition et habitat
On le trouve dans les forêts de la côte est de l'Australie,,.

## Galerie

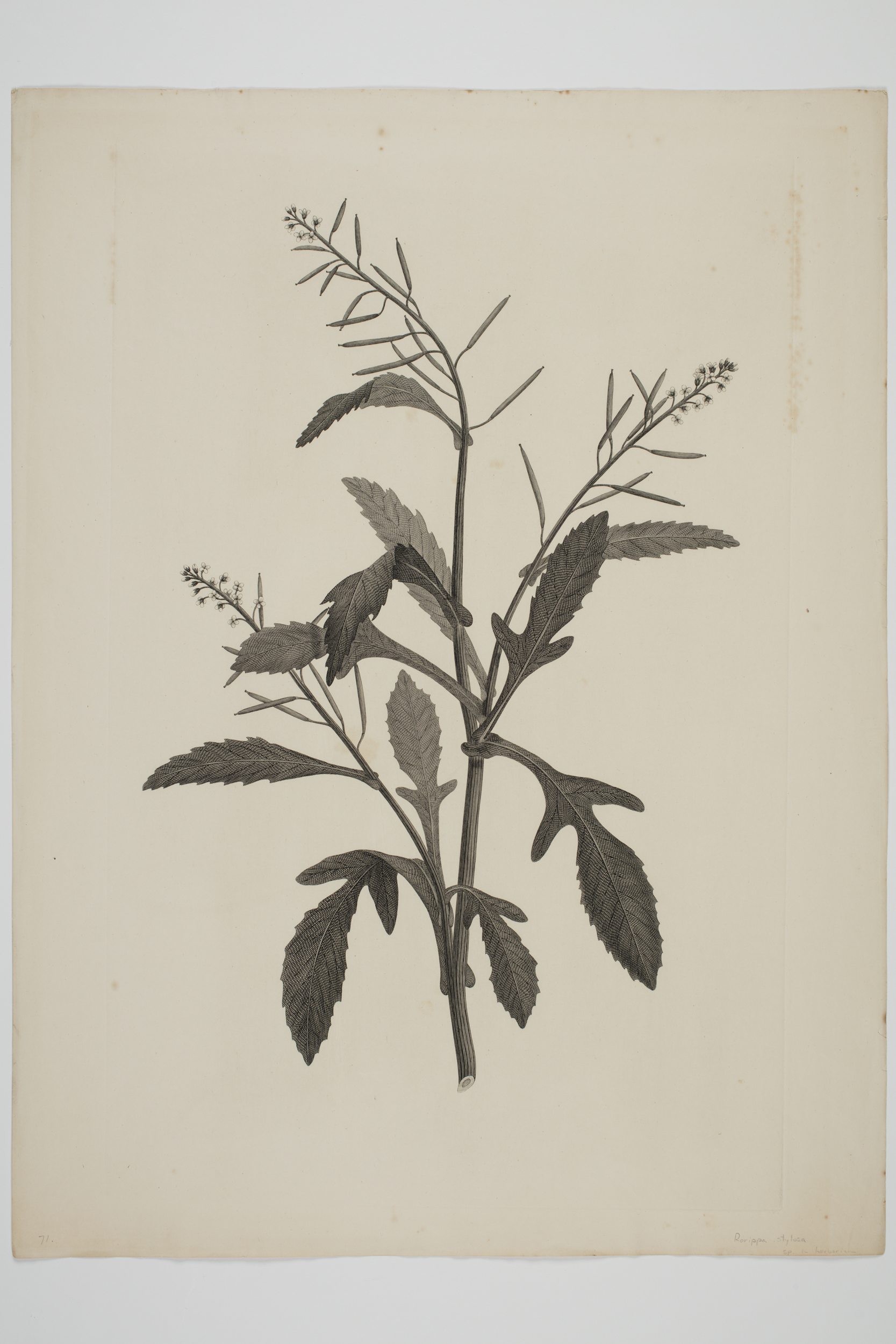
Gravure de R. gigantea par Sydney Parkinson en 1895.
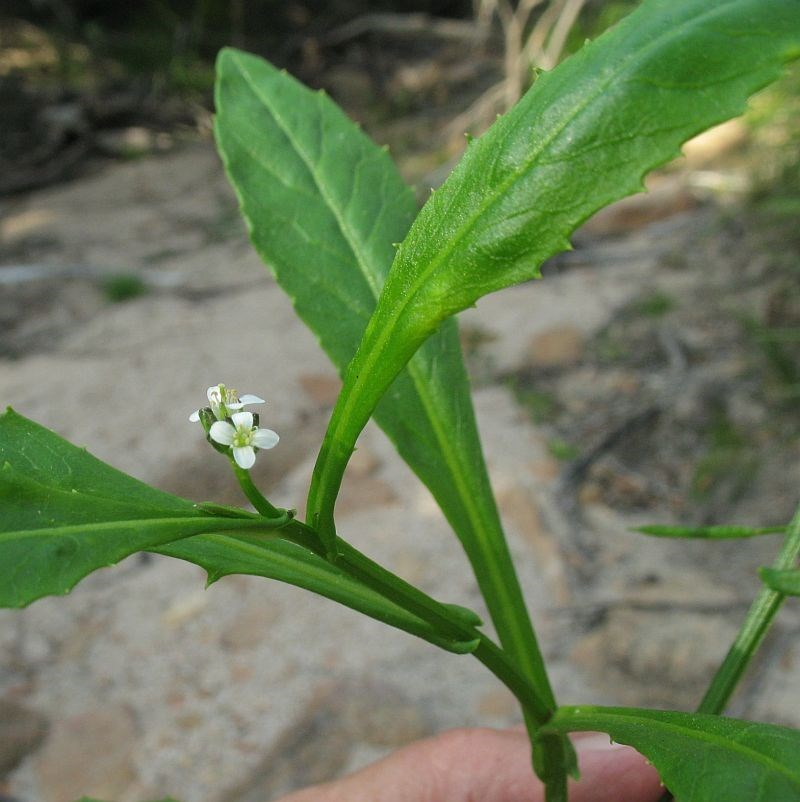
R. gigantea trouvé sur les rives de la Wallagaraugh River au sud-est de la New South Wales.
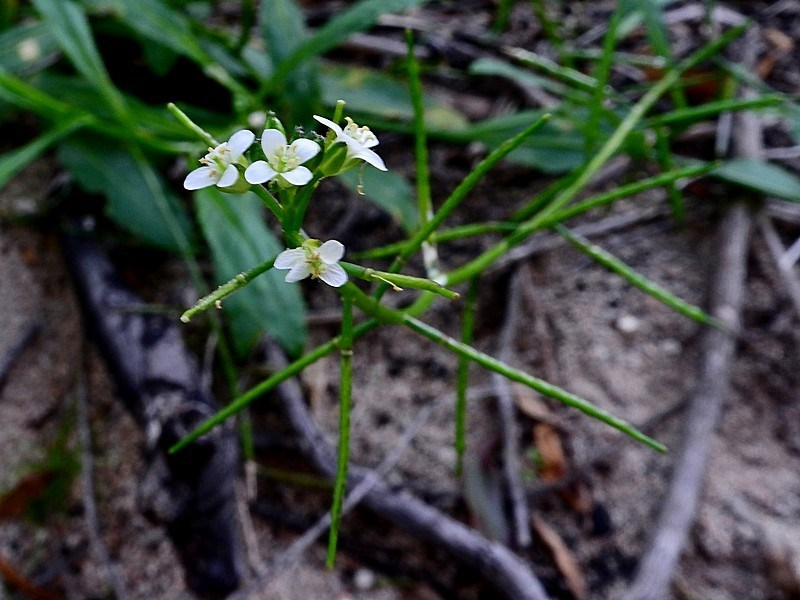
Gros plan sur les fleurs.

## Systématique
Le nom correct complet (avec auteur) de ce taxon est Rorippa gigantea (Hook.f.) Garn.-Jones (d).
L'espèce a été initialement classée dans le genre Arabis sous le basionyme Arabis gigantea Hook..
Ce taxon porte en anglais le nom vernaculaire ou normalisé suivant : Forest bitter-cress.
Rorippa gigantea a pour synonymes :
- Arabis gigantea Hook.
- Nasturtium stylosum (DC.) Cheeseman
- Rorippa stylosa (DC.) Allan